# サラ・シドンズ

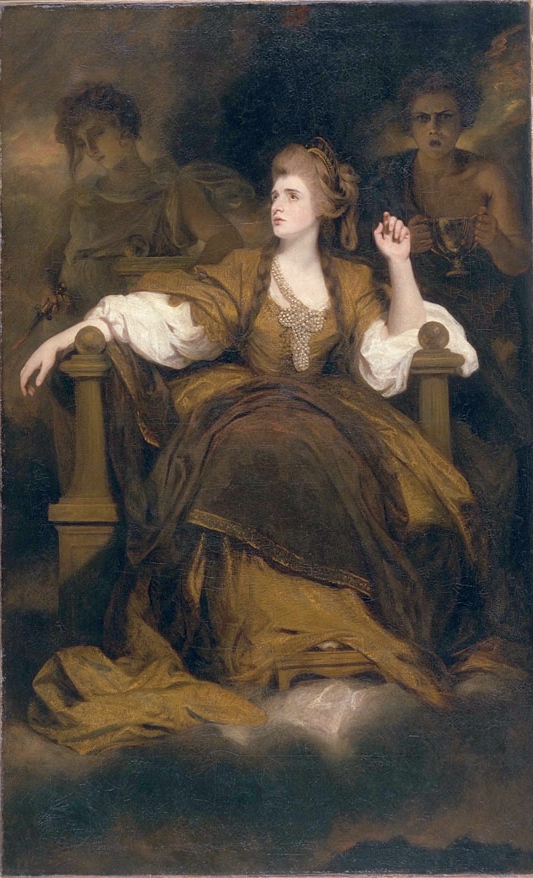
『悲劇のミューズを演じるサラ・シドンズ』、ジョシュア・レノルズ画。

サラ・シドンズ（英: Sarah Siddons, 本名：サラ・ケンブル（Sarah Kemble）、1755年7月5日 - 1831年6月8日）は、イギリスの俳優。18世紀を代表する悲劇俳優として有名である。ウィリアム・シェイクスピアの悲劇『マクベス』に登場するマクベス夫人のキャラクターを自ら考案したことで知られる。

## 生涯
ウェールズ・ブレックノックシャーのブレコンで、家族中心の旅回り演劇一座のマネージャー、ロジャー・ケンブル、サラ・ウォード夫妻の長女として誕生した。
初め、サラはレディー・グレートヘッドのメイドとして働いていたが、1773年に18歳で俳優のウィリアム・シドンズと結婚した。彼女の家庭生活は恵まれていたとはいいがたい。7子をもうけ、成人したのは5人だった。夫ウィリアムとの結婚は次第に不自然なものとなって、離婚はしないものの別居を最後まで通した。
演劇は、当時の女性にとって唯一尊敬を受けられる専門職業で、はじめは彼女の両親は娘の選択に否定的であった。
1774年、サラはトーマス・オトウェイの劇『ヴェニス・プレザーヴド』でベルヴィデラ役を演じて最初の成功を収めた。これがきっかけで、劇作家・劇場マネージャーのデイヴィッド・ギャリックの興味を引き、彼女はトーマス・ロウの『フェア・ペニテント』のキャリスタ役に抜擢された。彼女がドルリー・レーン劇場と契約したのはこの時からである。
周囲の評価は厳しく、サラもまだ経験が浅かったため、『ヴェニスの商人』のポーシャ役での初舞台では周囲の受けが良くなく、ギャリックから出演を要請しないという短い通告を受け取った。彼女は自身でこう言った。
| 「 | ドルリー・レーン劇場から姿を消すことは、名誉と幸運のために議員に立候補するのと同じく価値がない | 」 |

1777年、サラは地方へ巡業に出かけた。次の6年間、彼女は旅回り一座で働き続けた（主にヨークとバース）。たちまち彼女は評判を呼び、1782年10月10日には再びドルリー・レーン劇場への出演がかなった。トーマス・サザーンの劇『イザベラ、または運命の結婚』でギャリックの抜擢により主役イザベラ役を演じ、すぐにセンセーションを巻き起こした。

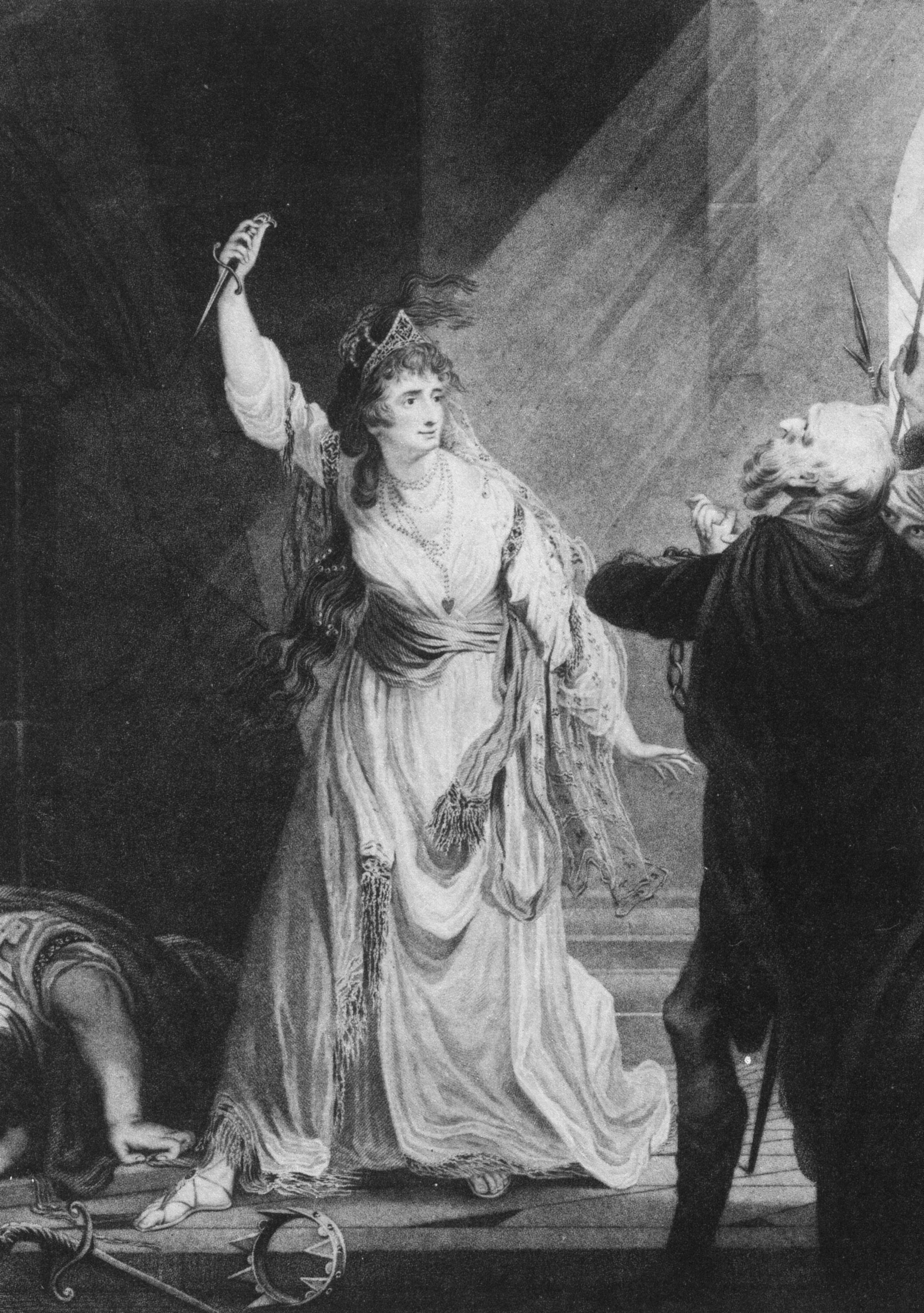
王立劇場でユーフレイシア役を演じるサラ、1782年

サラを最も有名にした役は、マクベス夫人役である。マクベス夫人の殺人さえ厭わぬ権勢欲を表現したサラの感情の壮大さは、観客を虜にした。マクベス夫人において、サラは自身の演技力にとって至上で最高の見識を発揮したのである。彼女は背が高く、目を引く容姿は輝くばかりに美しく、力強く印象的な目、ふるまいの荘厳な気高さが、彼女自身をしてその役柄になることを可能にしたのである。
マクベス夫人役に続き、『オセロ』のデズデモーナ役、『お気に召すまま』のロザリンド役、『ハムレット』のオフィーリア役、『コリオレイナス』のヴォラムニア役を次々と演じ、全て大きな成功を収めた。しかし、『王妃キャサリン』ではサラが発見したマクベス夫人での演技力でもってほとんどの場面を演じた。
それから12年間、彼女は紛れもなくドルリー・レーン劇場の女王だった。彼女の名声は神話的で不朽のものであり、1780年代半ばのサラは文化的偶像となった。サラはロンドン社交界の上流階級や、文学者らと交わった。彼女はサミュエル・ジョンソン、エドマンド・バーク、ヘスター・スレイル、ウィリアム・ウィンダムらと交際した。
1802年、サラはドルリー・レーン劇場を離れ、その後に時折ドルリー・レーンと拮抗するコヴェント・ガーデン劇場に立った。そこで1812年6月29日、演劇史上最も豪勢な引退公演をした。彼女は最も有名な当たり役マクベス夫人を演じ、観衆は夢遊病シーンの終わった後に劇が進行するのを許さなかった。すぐに、観客席の平土間から万雷の拍手が起こった後、幕が再び開いてサラはマクベス夫人の衣装のままに舞台に座っていた。その後、彼女は情熱のこもった惜別のスピーチを、残った8分間に観客に対しておこなった。
このようにサラは公式には1812年に舞台から引退したが、時折特別公演の際に登場した。彼女が最後に舞台に立ったのは、1819年6月9日の『ダグラス』中のランドルフ夫人役であった。
サラ・シドンズは1831年、ロンドンで死去した。パディントン・グリーンにあるセント・メアリー墓地に埋葬された。

## レノルズの肖像
サミュエル・ジョンソンは、1784年に描かれたジョシュア・レノルズによるサラの肖像画で、彼女が身に着けたドレスの縁縫いについて書いている。
1950年、ジョーゼフ・L・マンキーウィッツは彼女の肖像画を見て、映画『イヴの総て』のオープニング・シーンに採用した。シーンは、フィクションであるサラ・シドンズ協会での舞踏室で幕を開ける。サラ・シドンズ賞授賞式の光景を描いており、サラ・シドンズを悲劇の女神に見立てた像が映っている。パーティーのクライマックス・シーンで、絵画は大女優役のベティ・デイヴィスと新人女優役のマリリン・モンローとの対比を浮き彫りにする
。
1957年、ベティ・デイヴィスは舞台でサラ・シドンズの肖像画をまねた。

## 文化的影響
『イヴの総て』の公開時、サラ・シドンズ賞は劇中の全くの創作であった。しかし、現在アメリカ合衆国で舞台俳優に与えられる賞として存在する。シカゴで毎年、サラ・シドンズ協会によって、優れた演技をした俳優に与えられている。